# Edmond Alphandéry

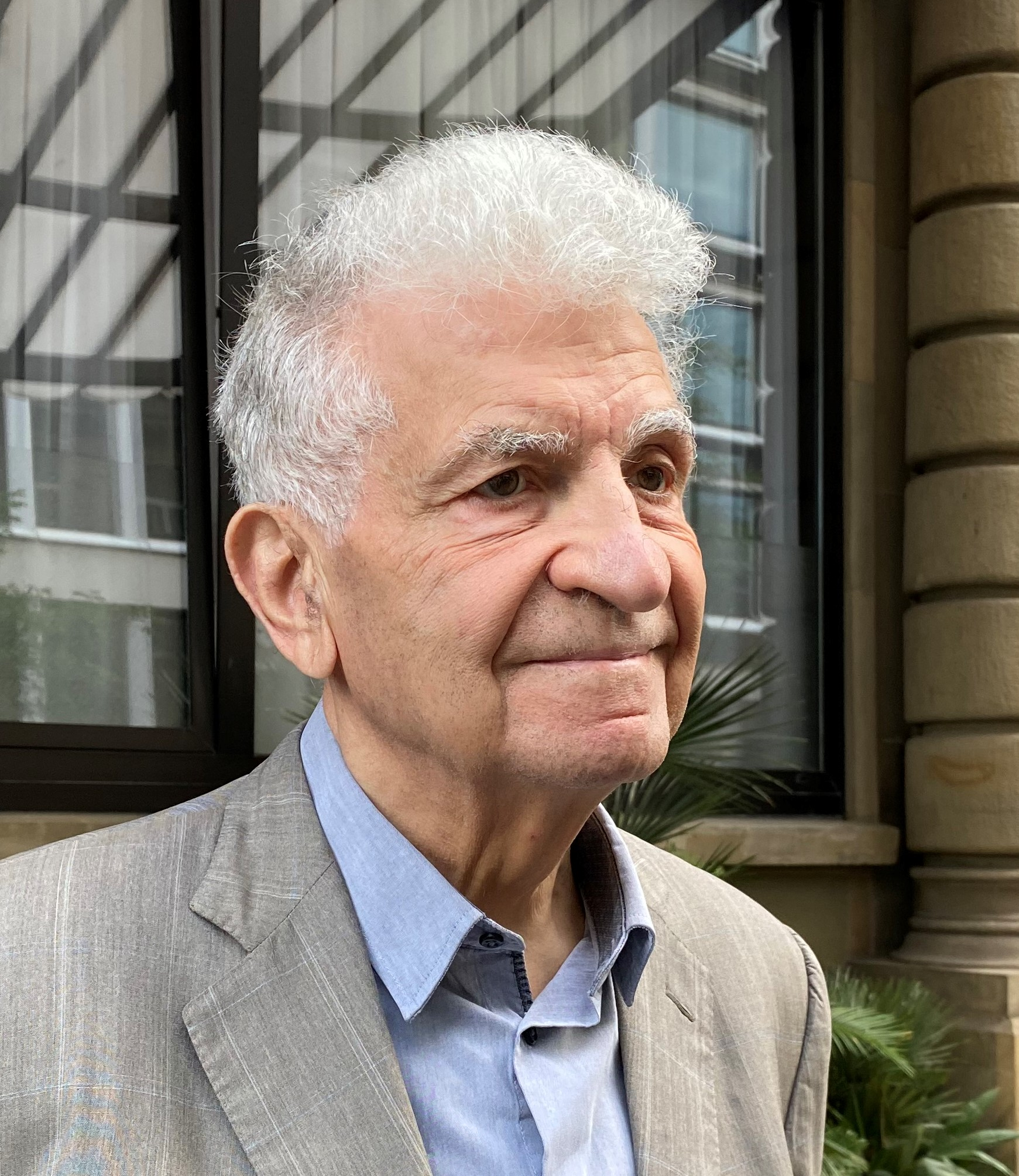
Edmond Alphandéry, 2022

Edmond Gérard Alphandéry (* 2. September 1943 in Avignon, Département Vaucluse) ist ein französischer Wirtschaftswissenschaftler, ehemaliger Hochschullehrer, Wirtschaftsmanager und Politiker der Union pour la démocratie française (UDF). Er war von 1978 bis 1993 Mitglied der Nationalversammlung und anschließend bis 1995 Wirtschaftsminister.

## Leben
Alphandéry begann nach dem Schulbesuch ein Studium am Institut d’études politiques de Paris (Sciences Po) und absolvierte währenddessen mit einem Stipendium der Fulbright-Programm zwischen 1967 und 1968 ein Auslandsstudienjahr an der University of Chicago. Nach Abschluss des Studiums erwarb er einen Doktor der Wirtschaftswissenschaften und erhielt 1971 die Agrégation (Lehrbefugnis für höhere Schulen) in Politikwissenschaft. Anschließend übernahm er eine Professur für Wirtschaftswissenschaften an der Universität Panthéon-Assas.
Seine politische Laufbahn begann er in der Kommunalpolitik, als er 1976 zum Nachfolger von Lucien Boissin von den DVG als Vertreter des Kanton Longué-Jumelles in den Generalrat des Département Maine-et-Loire gewählt wurde. Dem Generalrat gehörte er 32 Jahre lang bis zu seiner Ablösung durch Michel Ruault von der UMP 2008 an. Im März 1977 wurde er zudem als Nachfolger von Robert Châtel zum Bürgermeister der Kleinstadt Longué-Jumelles bei Saumur (Département Maine-et-Loire) gewählt wurde. Dieses Amt bekleidete er 31 Jahre lang bis zu seiner Ablösung durch Frédéric Mortier von den Divers droite (DVD) im März 2008.
Bei den Wahlen vom 19. März 1978 wurde Alphandéry für die Union pour la démocratie française (UDF) erstmals zum Mitglied der Nationalversammlung gewählt und vertrat in dieser bis zum 1. Mai 1993 die Interessen des Département Maine-et-Loire. In der Legislaturperiode 1988–1993 gehörte Alphandéry zur Fraktion Union du Centre (UDC), die in einzelnen Abstimmungen mit den linken Regierungen des Präsidenten François Mitterrand kooperierte. Nach der Wahl 1993 schlossen sich UDF und UDC wieder zur Union pour la démocratie française et du centre zusammen. Am 1. Mai 1993 legte Alphandéry sein Mandat nach dem Eintritt in die Regierung nieder.
Am 29. März 1993 wurde Alphandéry als Wirtschaftsminister (Ministre de l’économie) in das Kabinett Balladur berufen und übte dieses Ministeramt bis zum 18. Mai 1995 aus. Außerdem war er als Nachfolger von Jean Sauvage zwischen 1994 und seiner Ablösung durch André Lardeux 1995 Präsident des Generalrates des Département Maine-et-Loire.
Nach seinem Ausscheiden aus der Regierung war er als Nachfolger von Gilles Ménage zwischen 1995 und seiner Ablösung durch François Roussely 1998 Vorstandsvorsitzender des Energieversorgungsunternehmens Électricité de France (EDF). Daneben war er von 1996 bis 2014 Mitglied der Denkfabrik Trilaterale Kommission, deren Ehrenmitglied er seither ist, sowie zwischen Juli 1998 und seiner Ablösung durch Jean-Paul Faugère Juni 2012 Vorsitzender des Verwaltungsrates des Versicherers CNP Assurances. Seit Juli 2014 ist er Vorsitzender der in Brüssel ansässigen Denkfabrik Centre for European Policy Studies (CEPS).

## Veröffentlichungen
- Cours d’analyse macro-économique, 1976
- Analyse monétaire approfondie, 1978
- La rupture: le libéralisme à l’épreuve des faits, 1987
- La réforme obligée, sous le soleil de l’euro, 2000